# Муханов, Николай Иванович (писатель)
Николай Иванович Муха́нов (1882, Сызрань, Симбирская губерния — 1942, Ленинград) — русский советский писатель-фантаст, режиссёр, журналист, актёр, поэт.
Известен главным образом благодаря своему фантастическому роману «Пылающие бездны».

## Биография
Родился 1882 году в Сызрани, в семье типографского рабочего. С детства увлекался театром. В 1903 году в Пятигорске поступил в антрепризу С. В. Брагина, артиста петербургского театра, под псевдонимом Горедолин. В течение несколько лет работал у Брагина в Общественном собрании в Санкт-Петербурге, выступая в эпизодических ролях и исполняя должность помощника режиссёра. Затем присоединился к труппе Л. В. Яворской, несколько лет работал в её петербургском и тифлисском театрах. С 1909 по 1914 годов служил в качестве помощника режиссёра в театре Незлобина и Михайловского в Риге, летние сезоны проводил в гастрольных поездках.
В 1917 году жил в Юрьеве, работал редактором газеты «Юрьевское утро». В 1918 работал в петроградском Пролеткульте, в 1919—1920 годах, в качестве главного режиссёра — в театре Политотдела 3-й армии в Свердловске, в 1921—1922 годах — в театре Балтфлота, в 1924 году — в театре «Просвещение» в Ленинграде. В этом же году дебютировал как писатель-фантаст, напечатав в журнале «Мир приключений» роман «Пылающие бездны».
Затем работал в передвижных театральных коллективах (до 1934 года) и в качестве руководителя самодеятельных художественных кружков на различных ленинградских предприятиях.
Умер в апреле 1942 года, похоронен в братской могиле на Пискарёвском кладбище.

### Места жительства
Последнее место жительства: Кузнечный пер., д. 19, кв. 50.

## Литературное творчество
В 1915 году опубликовал в сборнике «Литераторы и художники — воинам», вышедшем в Риге, стихотворение «Ночная атака» и фантастический рассказ «Сад принцессы Ангамитры (индийская легенда)».
Писал стихи, хотя большинство из них осталось неопубликованными. Единственный сборник его стихов «Химеры» был напечатан в 1918 году. В архиве Российской национальной библиотеки значатся также его поэтические сборники «Пятый год» (1905—1907), «Зеркало Селены» (1907—1918), «Море» (1908—1922), «Книга Сарказма и Печали» (1908—1922), «Сафические оды» (1918), «Идеи и озарения» (1922), «Звучащие сферы» (1922), «Юный хмель» (1912—1922), «Сонеты» (1922—1934), но никаких свидетельств об их издании не имеется.
В 1918 году в журнале «Грядущее» опубликовал статью «К организации пролетарского театра», в которой доказывал, что классические пьесы нужны новому театру, а адаптация репертуара ко вкусам толпы недопустима.
В 1920-е годы довольно активно публиковался как журналист (иногда под псевдонимом Н. А. Гэм).
В 1924 году опубликовал (сначала в журнале «Мир приключений», а затем — отдельным изданием) своё самое известное произведение — фантастический роман о войне цивилизаций Земли и Марса «Пылающие бездны», первую в советской научно-фантастической литературе «космическую оперу».
В 1927 году опубликовал в том же «Мире приключений» научно-фантастический рассказ «Атавистические уклоны Бусса». Сюжет рассказа построен на фантастическом химическом препарате, приняв который, главный герой в течение нескольких часов успевает побывать Петром I (и повстречаться с А. П. Ганнибалом), в качестве северного аборигена сразиться с белым медведем, поцарствовать в Атлантиде и, наконец, сделаться обезьяной.
В 1930-е годы создал мемуары о своей работе в театре «Под холщевым небом», но успел опубликовать (в сборнике 1937 года «На провинциальной сцене») только избранные главы, касающиеся начала 1900-х годов — «Из боковой кулисы» и «Столичные гастролёры».

## Произведения

### Книги
- Муханов Н. Химеры: [Сборник стихов]. — Петроград: Прометей, 1918. — 48 с.
- Муханов Н. Пылающие бездны: Фантаст. роман в 3-х ч. / Ил. М. Мизернюка. — Л., 1924. — 144 с.
- Муханов Н. Пылающие бездны: Фантаст. роман в 3-х ч. / Ил. М. Мизернюка. — Л., 1927. — 112 с.
- Муханов Н. Пылающие бездны. — Екатеринбург, 2010. — 252 с. — 800 экз. — ISBN 5-89806-054-2.
- Муханов Н. Пылающие бездны. — М.-СПб., 2010. — 320 с. — (Малая библиотека приключений). — ISBN 978-5-4224-0038-6.

### Отдельные публикации
- Муханов Н. Сад принцессы Ангамитры (индийская легенда) // Литераторы и художники – воинам. — Рига, 1915.
- Муханов Н. Ночная атака: [Стихотворение] // Литераторы и художники – воинам. — Рига, 1915.
- Муханов Н. К организации пролетарского театра // Грядущее. — Петроград, 1918.
- Муханов Н. Война земли с Марсом в 2423 году: [Главы из романа "Пылающие бездны"] // Мир приключений. — 1924. — № 1.
- Муханов Н. Пленники Марса: [Главы из романа "Пылающие бездны"] // Мир приключений. — 1924. — № 2.
- Муханов Н. Тот, в чьих руках судьбы миров: [Главы из романа "Пылающие бездны"] // Мир приключений. — 1924. — № 3.
- Муханов Н. Атавистические уклоны Бусса: Фантаст. рассказ // Мир приключений. — 1927. — № 5. — С. 20—30.
- Муханов Н. И. (литературная запись Дорохова А. А.). Из воспоминаний Н. И. Муханова // На провинциальной сцене. Воспоминания. — М.—Л., 1937. — С. 143—192.
- Муханов Н. Пылающие бездны (роман) // Деревянная королева: Русская фантастическая проза 20-х годов XX века / сост. Ю. Медведев. — М., 1999. — С. 291—491. — ISBN 5-268-00454-9.